# Amenemopet (fille de Thoutmôsis IV)
Pour les articles homonymes, voir Amenemopet.
Amenemopet est une princesse égyptienne (« fille de roi ») durant la XVIIIe dynastie, probablement une fille de Thoutmôsis IV.
Elle est représentée assise sur les genoux de son tuteur Horemheb, dans sa tombe thébaine (TT78). Horemheb (nom identique à le pharaon du même nom), superintendant du bétail sacré, capitaine des archers a servi sous les règnes de Amenhotep II, Thoutmôsis IV et Amenhotep III ; la princesse aurait donc pu être la fille de n'importe lequel de ces pharaons, mais Thoutmôsis est le plus probable.
Elle est morte pendant le règne d'Amenhotep III Plus tard, sa momie fut ré-inhumée dans la cachette de Cheikh Abd el-Gournah avec celle de plusieurs autres princesses : ses sœurs probables Tiâa et Petepihou ; sa nièce Nebetia et les princesses Tatau, Henoutiounou, Mérytptah, Sithori et Ouiay. La tombe a été découverte en 1857.